# Emmanuel Rival
Emmanuel Rival (* 15. Februar 1971 in Nantes) ist ein ehemaliger französischer Fußballspieler und späterer -trainer.

## Spielerkarriere
Rival wurde im INF Clairefontaine, auch bekannt als INF Clairefontaine, ausgebildet. 1991 unterschrieb er beim Erstligisten SM Caen seinen ersten Profivertrag und kam dort zuerst zu gelegentlichen Einsätzen, die sich zum Teil bedingt durch Sperren und Verletzungen in der nachfolgenden Zeit häuften. Infolgedessen hatte er sich einen Stammplatz erkämpft, als Caen 1995 in die zweite Liga abstieg; ein Jahr darauf erreichte Rival mit der Mannschaft den direkten Wiederaufstieg und sicherte sich zudem mit der Zweitligameisterschaft den einzigen Titel seiner Laufbahn.
Nachdem der Klub 1998 erneut abgestiegen war, fand der Spieler im Zweitligisten ES Troyes AC einen neuen Arbeitgeber. Mit Troyes gelang ihm 1999 der Aufstieg in die höchste französische Spielklasse; ein Jahr später wurde sein Vertrag trotz des Klassenerhalts und passabler Leistungen nicht verlängert. Angesichts dessen wechselte er zurück in die zweite Liga zu Olympique Nîmes, wo er an der Seite von Franck Rizzetto im defensiven Mittelfeld spielte. Als der Verein 2002 in die Drittklassigkeit abstieg, entschied sich Rival mit 31 Jahren nach 137 Erstligapartien mit zwei Toren und 147 Zweitligapartien mit vier Toren für eine Beendigung seiner Profilaufbahn.

## Trainerkarriere
Der Ex-Profi kehrte 2003 zu seiner früheren Station SM Caen zurück, um für den Verein als Jugendtrainer zu arbeiten, blieb jedoch lediglich für ein Jahr. Von 2005 bis 2006 trainierte er den unterklassigen FC Perpignan; anschließend wurde er von der AS Cannes als Jugendtrainer eingestellt. Auf diesem Posten verblieb er, bis er im Oktober 2012 zum Trainer der Reservemannschaft von Cannes berufen wurde; von diesem Amt wurde er im November desselben Jahres wieder entbunden.